# Caenlio
Caenlio (Cainliu, Kan Liu) ist ein osttimoresisches Dorf im Suco Caenlio (Verwaltungsamt Iliomar, Gemeinde Lautém).

## Der Ort
Das Dorf Caenlio liegt im Südosten des Sucos auf einem Hügel, auf einer Meereshöhe von 196 m. Die Häuser liegen verstreut an einer gepflasterten Straße, umgeben von großen Kokospalmen. Die Straße verbindet die Gemeindehauptstadt Lospalos mit dem Ort Iliomar. Zu dessen Siedlungszentrum gehören auch die Dörfer Maluhira (Maloira) und Caidavalarin (Caidovalarin, Caidovalaun). Während die Straße auf der sonstigen gesamten Länge der Grenze zwischen Caenlio und dem Suco Fuat folgt, umrahmt die Grenze das Siedlungszentrum im Osten, so dass es vollständig auf dem Gebiet vom Suco Caenlio liegt. Caenlio verfügt über eine Grundschule.

## Der Suco
Caenlio hat 1.008 Einwohner (2022), davon sind 493 Männer und 515 Frauen. Im Suco gibt es 278 Haushalte. Über 98 % der Einwohner geben Makalero als ihre Muttersprache an. Minderheiten sprechen Makasae, Sa’ane oder Tetum Prasa.
Vor der Gebietsreform 2015 hatte Caenlio eine Fläche von 71,50 km². Nun sind es 80,04 km². Der Suco liegt im Nordwesten des Verwaltungsamts Iliomar. Im Süden grenzt er an den Suco Tirilolo, im Osten an Fuat, im Norden an den Suco Baricafa (Verwaltungsamt Luro) und im Westen bilden die Flüsse Tunir und Irebere die Grenze zum Verwaltungsamt Baguia (Gemeinde Baucau) mit seinen Sucos Uacala und Larisula und zum Verwaltungsamt Uatucarbau (Gemeinde Viqueque) mit seinem Suco Bahatata. Im Norden entspringt im Suco der Fluss Afalita, der später mit dem Tunir den Irebere bildet. Weiter Richtung Süden mündet in den Irebere noch aus Caenlio kommend der Sailuturo. An seinem Lauf bildet der Irebere immer wieder kleine Seen und Flussinseln.
Neben dem Siedlungszentrum Caenlio liegen im Südosten die Orte Butinafa (Putinafa), Tatalalarin, Titiravein (Titiravem) und Liufalun (deutsch Heiliger See). Weiter nördlich liegen an der Straße nach Lospalos die Orte Lurato und Hamahun und im Südwesten der Ort Larimi (Larimin). In Tatalalarin und Caenlio gibt es medizinische Hilfsposten. Neben jener in Caenlio gibt es Grundschulen in Hamahun und nahe Larimi.
In Caenlio liegen die fünf Aldeias Caidavalarin, Larimi, Liufalun, Maluhira und Titiravein.
Im Gegensatz zum höher gelegenen benachbarten Suco Fuat, ist es in Caenlio in der Regenzeit warm mit einer hohen Luftfeuchtigkeit.

## Geschichte
Die erste Kapelle in Caenlio befand sich zunächst in Butinafa. Später wurde sie in den Hauptort Caenlio verlegt. Zunächst war sie nicht mehr als eine Hütte, deren Wände aus Palapa bestand. Nur den Boden war zementiert, da man aus dem benachbarten Bach Sand verwenden konnte. Bischof Jaime Garcia Goulart weihte selbst die Kapelle ein. Bereits in der portugiesischen Kolonialzeit gab es in Caenlio in der Bevölkerung eine christliche Mehrheit.
João Hornay, Liurai von Caenlio blieb  während der japanischen Besetzung Timors den portugiesischen Kolonialherren treu ergeben. So versteckte er vor den Japanern die portugiesische Flagge und präsentierte sie am Ende des Krieges den zurückkehrenden Kolonialbeamten. João war in der Missionsschule von Soibada gewesen. Da er mit seiner Frau Cristina kinderlos blieb, adoptierte er mehrere Kinder ihrer Brüder, darunter Francisco Ruas Hornay.
Nach seinem Tod am 17. Juni 1969 wurde Martinho neuer Liurai. Er teilte das Territorium und machte Tomás Correia, den ehemaligen Stellvertreter von João Hornay, zum Liurai vom neuen Suco Tirilolo.
In einem Hinterhalt bei der Quelle von Ossohira der FALINTIL am 21. November 1986 wurden 34 indonesische Soldaten getötet.

## Politik
Bei den Wahlen von 2004/2005 wurde Julião Soares zum Chefe de Suco gewählt und 2009 und 2016 in seinem Amt bestätigt.